# اعتراضات ۱۴۰۴ بازنشستگان ایران
اعتراضات ۱۴۰۴ بازنشستگان ایران شامل اعتراضات بازنشستگان از گروه‌ها و لایه‌های مختلف اجتماعی مانند: بازنشستگان تأمین اجتماعی، مخابرات، فرهنگیان، صنایع فولاد، صنعت نفت،… در ایران است. بازنشستگان در اعتراض به گرانی، تورم، تبعیض، دریافتی زیر خط فقر و بی‌توجهی به مطالبات خود، در شهرها و استان‌های مختلف ایران مانند: تهران، اهواز، کرمانشاه، رشت، شوش، تبریز، بندرعباس، سنندج، بیجار، مریوان، اصفهان، قائمشهر، شیراز، همدان، بوشهر، نورآباد ممسنی، هرسین، خرم‌آباد، زنجان و...با برپایی تجمع‌های اعتراضی یا تظاهرات خیابانی، خواستار رسیدگی به مطالبات خود شدند.

## اعتراضات

#### ۱۷ فروردین
بنابر گزارش شورای بازنشستگان ایران، گروهی از بازنشستگان تأمین اجتماعی در شهرهای رشت، اهواز و شوش و همچنین جمعی از بازنشستگان تأمین اجتماعی، مخابرات و کشوری در اعتراض به عدم رسیدگی به مطالبات خود در تهران راهپیمایی و تجمع‌های اعتراضی برپا کردند. همچنین معترضان نسبت به گرانی، تبعیض، تورم، مستمری‌های زیر خط فقر و بی‌توجهی عامدانه مسئولان به مطالبات خود اعتراض داشتند.

#### ۱۸ فروردین
گروه‌هایی از بازنشستگان مخابرات ایران در برابر ساختمان‌های این شرکت در شهرهای تبریز، بندرعباس، سنندج، رشت، بیجار و مریوان در اعتراض به بی‌توجهیِ ستاد اجرایی و مالکان شرکت مخابرات نسبت به احقاق حقوق، اصلاح بیمه تکمیلی و سایر مطالبات‌شان تجمع‌های اعتراضی برپا کردند.

#### ۱۹ فروردین
بنابر گزارش شورای بازنشستگان ایران، جمعی از بازنشستگان صنعت نفت در اعتراض به حقوق پایین و وضعیت بد معیشتی خود در برابر ساختمان صندوق بازنشستگی پس‌انداز و رفاه کارکنان صنعت نفت در اهواز تجمع اعتراضی برپا کردند.

#### ۲۴ فروردین
- گروه‌هایی از بازنشستگان تأمین اجتماعی و کشوری در تهران، اهواز، کرمانشاه و شوش در اعتراض به گرانی، تورم، تبعیض، دریافتی زیر خط فقر و بی‌توجهی به مطالبات خود راهپیمایی یا تجمع‌های اعتراضی برگزار کردند.[۵][۶]
- بنابر گزارش شورای بازنشستگان ایران، گروه‌هایی از بازنشستگان صنایع فولاد در اصفهان و قائمشهر، برای برداشتن سقف حقوق، اجرای همسان‌سازی واقعی تا تعیین سبد معیشت و سایر مطالبات‌شان در برابر ساختمان صندوق بازنشستگی صنایع فولاد در این شهرها دست به تجمع‌های اعتراضی زدند.[۵]

#### ۱ اردیبهشت
بنابر گزارش شورای بازنشستگان ایران، در کرمانشاه گروهی از بازنشستگان تأمین اجتماعی، کشوری و مخابرات، با سردادن شعارهای اعتراضی در برابر ساختمان صندوق بازنشستگی این شهر تجمع اعتراضی برپا کردند.

#### ۷ اردیبهشت
بنابر گزارش شورای بازنشستگان ایران، جمعی از بازنشستگان تأمین اجتماعی در برابر ساختمان‌های ادارات تأمین اجتماعی در شهرهای کرمانشاه و اهواز و جلو فرمانداری شهرستان شوش در اعتراض به تورم، تبعیض و گرانی و دریافتی زیر خط فقر تجمع اعتراضی برپا کرده و در اهواز نیز راهپیمایی اعتراضی برگزار کردند.

#### ۸ اردیبهشت
گروه‌هایی از بازنشستگان مخابرات با برگزاری تجمع‌های اعتراضی در جلو ساختمان‌های این شرکت در شهرهای تهران، اصفهان، تبریز، خرم‌آباد، زنجان، اهواز، سنندج، کرمانشاه، بیجار، مریوان و ایلام در اعتراض به بی‌توجهیِ ستاد اجرایی، سهام‌داران و مالکان شرکت مخابرات و … تجمع‌های اعتراضی برپا کردند.

#### ۹ اردیبهشت
به گزارش اتحادیه آزاد کارگران ایران، جمعی از بازنشستگان صنعت نفت در برابر ساختمان صندوق بازنشستگی صنعت نفت اهواز تجمع اعتراضی برپا کردند. آنها خواهان مهار گرانی و تورم، پرداخت معوقات، همسان‌سازی حقوق‌ها، افزایش دریافتی‌ها متناسب با هزینه‌های زندگی و همچنین قطع دخالت دولت در صندوق بازنشستگی صنعت نفت شدند.

#### ۱۱ اردیبهشت
- گروه‌هایی از فرهنگیان بازنشسته در تهران، شیراز، کرمانشاه، همدان، بوشهر، نورآباد ممسنی و هرسین در اعتراض به عدم رسیدگی به مطالبات‌شان با دادن شعارهای اعتراضی در برابر ساختمان اداره آموزش و پرورش این شهرها، تجمع‌های اعتراضی برپا کرده و خواستار رسیدگی به مطالبات خود شدند. بنابر این گزارش این تجمع‌ها در شهرهای تهران، همدان و بوشهر توسط نیروهای امنیتی به خشونت کشیده شد که حداقل چهار نفر در تهران توسط نیروهای امنیتی بازداشت و به مکان نامعلومی منتقل شدند.[۱۱]
- در اراک گروهی از بازنشستگان تأمین اجتماعی در اعتراض به عدم رسیدگی به مطالبات‌شان تجمع اعتراضی برپا کردند.[۱۱]

#### ۲۲ اردیبهشت
گروه‌هایی از بازنشستگان مخابرات در شهرهای تهران، اهواز، اصفهان، زنجان، شهرکرد، کرمانشاه، اراک، تبریز، سنندج، مریوان، رشت، بیجار، ایلام و بابل در برابر ساختمان‌های این شرکت تجمع‌های اعتراضی برپا کردند.

#### ۱۰ خرداد
بنابر گزارش اتحادیه آزاد کارگران ایران، جمعی از بازنشستگان بانک صادرات، در اعتراض به عدم رسیدگی به مطالبات‌شان در برابر ساختمان مرکزی این بانک در تهران تجمع اعتراضی برپا کردند.

#### ۱۱ خرداد
گروه‌هایی از بازنشستگان تامین اجتماعی در تهران، اهواز ، شوش و رشت در اعتراض به گرانی، تورم، تبعیض و دریافتی زیر خط فقر در برابر ادارات تامین اجتماعی در این شهرها تجمع اعتراضی برپا کردند. بازنشستگان در اهواز در تجمع اعتراضی خود، شعارهایی در همبستگی با کامیون‌داران و کشاورزان سر دادند.

#### ۱۲ خرداد
گروه‌هایی از بازنشستگان مخابرات در شهرهای تهران، تبریز، ارومیه، سنندج، کرمانشاه، اصفهان، زنجان، ایلام، شیراز، رشت، بیجار، مریوان و خرم آباد در اعتراض به بی‌توجهی نسبت به مطالبات‌شان تجمع اعتراضی برپا کردند.

#### ۱۳ خرداد
در آبادان تعدادی از کارکنان بازنشسته شرکت پتروشیمی برای اضافه شدن به حقوق متناسب با وضعیت معیشتی‌شان در برابر فرمانداری و دفتر نمایندگی صندوق بازنشستگی نفت در این شهر تجمع اعتراضی برپا کردند.

#### ۱۹ خرداد
گروهی از بازنشستگان مخابرات در شهرهای تهران، زنجان، بابل، شیراز، اصفهان، کرمانشاه، تبریز، بیجار و سنندج در اعتراض به عدم رسیدگی به مطالبات‌شان تجمع اعتراضی برپا کردند.

#### ۲۰ خرداد
در اهواز گروهی از بازنشستگان صنعت نفت، در برابر ساختمان صندوق بازنشستگی صنعت نفت، تجمع اعتراضی برپا کرده و خواستار رسیدگی به مطالبات‌شان شامل افزایش دریافتی‌ها متناسب با هزینه‌های زندگی در شرایط گرانی و تورم و همچنین پرداخت معوقات خود شدند.

#### ۸ تیر
در رشت جمعی از بازنشستگان کشوری و تامین اجتماعی در برابر ساختمان سازمان تامین اجتماعی این شهر تجمع اعتراضی برپا کردند. معترضان با دادن شعارهای اعتراضی خواهان رسیدگی به مشکلات معیشتی خود و اجرای ماده های ۹۶ و ۵۴ قانون تأمین اجتماعی، به منظور ترمیم مستمری‌ها و ارائه خدمات بودند.

#### ۲۹ تیر
بنابر گزارش اتحادیه آزاد کارگران ایران، بازنشستگان تامین اجتماعی در تهران و رشت در اعتراض به اینکه به درخواست‌های آنها پاسخ داده نشده در جلو این سازمان تجمع‌های اعتراضی برپا کردند. معترضان نسبت به تبعیض، تورم، گرانی و دریافتی زیر خط فقر اعتراض داشته و خواهان اجرای ماده های ۵۴ و ۹۶ قانون تأمین اجتماعی بودند.

#### ۵ مرداد
گروهی از بازنشستگان تامین اجتماعی در رشت و کرمانشاه با داشتن پلاکارد و دادن شعارهای اعتراضی نسبت به عدم رسیدگی به مطالبات خود در برابر ساختمان‌ این اداره در این شهرها تجمع‌های اعتراضی برپا کردند.

#### ۱۲ مرداد
گروهی از بازنشستگان سازمان تأمین اجتماعی در رشت نسبت به عدم رسیدگی به وضعیت معیشتی خود تجمع اعتراضی برپا کردند. معترضان با اشاره به قطعی مکرر آب و برق شعار دادند: «آب برق زندگی، حق مسلم ماست.»

#### ۱۹ مرداد
در اصفهان گروهی از بازنشستگان صنایع فولاد در اعتراض به عدم رسیدگی به مطالبات خود شامل دریافت عیدی حداقل دو برابر حقوق، حل مشکلات مربوط به خدمات درمانی و همچنین اجرای همسان‌سازی و برداشتن سقف حقوق، تجمع اعتراضی برپا کردند.

#### ۲۷ مرداد
گروه‌هایی از بازنشستگان مخابرات در شهرهای تهران، سنندج، مریوان، اصفهان، کرمانشاه، تبریز و بیجار در اعتراض به عدم رسیدگی به مطالبات‌شان تجمع‌های اعتراضی برپا کردند. معترضان در حالی که پلاکاردهای اعتراضی در دست داشتند، درخواست‌های خود برای اجرای همسان‌سازی حقوق‌ها نسبت به همکاران شاغل، اجرای کامل آئین نامه ۸۹/۲۴ و... را مطرح کردند.